# Stvarnost
Stvarnost ili zbilja (latinizam realnost) je pojam koji označava ono što stvarno postoji. Stvarnost se različito tumači u znanosti, filozofiji, teologiji i sl.
Stvarnost označava nešto što nije opsjena, i ne ovisi o željama ili uvjerenjima jedne osobe. 
Pogotovo je stvarnost nešto što je u istini onako kako se i čini. Stvarnosti se u tom smislu može pripisati "izvjesnost".
Intencionalni predmet (kao npr. opis, slika ili film) je "realan" kada reproducirana obilježja predstavljaju stvarnost na razne načine i bez izobličenja (realizam).
Fizika obično govori o stvarnosti kao cjelokupnosti pojava. Filozofija i psihologija radije govore o fizičkoj stvarnosti i o unutrašnjoj, psihičkoj ili mentalnoj stvarnosti (predstave, misli, sjećanja, snovi), kao i o društveno-političkoj i kulturnoj stvarnosti koja počiva na interakciji ova dva vida stvarnosti. Teologija i ontologija govore o biću kao jedinoj stvarnosti koja postoji.